# Bismarckturm (Cheb)
Der Bismarckturm von Cheb ist einer von drei Bismarcktürmen in Tschechien. Er liegt auf dem Berg Zelená hora (Grünberg) etwa vier Kilometer westlich der Stadt Cheb (Eger).
Der Cheb-Aussichtsturm auf dem Zelená hora war ursprünglich eine hölzerne Aussichtsplattform mit einer Höhe von 14 Metern. Der Steinturm aus dem Jahr 1909 wurde 2005 renoviert. Er wurde 1909 von deutschsprachigen Böhmen erbaut an der Stelle der hölzernen Aussichtsplattform aus dem Jahr 1891. In der Zeit des Kalten Krieges befand er sich innerhalb des Sperrgebiets in der Grenzone und geriet in Vergessenheit. Ein vorhandenes Bismarck-Relief wurde zwischen 1993 und August 2001 entfernt, ebenso wie die steinerne Lutherrose im Jahr 2002.
Die frei zugängliche Aussichtsplattform bietet einen Blick auf die Gipfel des Thüringisch-Fränkischen Mittelgebirges und des Erzgebirges. Die beiden anderen tschechischen Bismarcktürme finden sich in Aš und Mikulášovice.